# 薩西夫
49°52′15″N 24°56′56″E / 49.87083°N 24.94889°E
薩西夫（烏克蘭語：Сасів），是烏克蘭西部的村莊，隸屬利維夫州的佐洛奇夫區。該村始建於1615年，面積1.85平方公里，海拔高度272米，2023年人口757，人口密度每平方公里410.69人。